# Dzodze
Dzodze   este un oraș  în  partea de est a Ghanei,  în regiunea  Volta.